# Sint Victor (Heeze)
De Sint Victor is een ronde stenen molen in Heeze in de Nederlandse provincie Noord-Brabant. Het is een beltmolen die tegenwoordig dienstdoet als korenmolen.
De molen werd in 1852 gebouwd voor J.F. Pompen. De familie Pompen bezat de heerlijkheid Sterksel en de molen kan worden gezien als een beleggingsobject. Ze diende zowel als schorsmolen, oliemolen en korenmolen. De oliemolen werd in 1887 afgebroken en deed daarna nog dienst in De Roosdonck te Nuenen. In 1920 werd ook de schorsmolen afgebroken. In 1862 en 1904 vond brand plaats in de molen, maar de molen werd spoedig daarna weer hersteld.
Spoedig na 1946 kwam aan het windbedrijf een einde. In 1983-1984 werd de molen gerestaureerd en in 2005 kreeg ze haar opvallende zwart/witte schildering weer terug, die in 1983 was verdwenen.
De molen heeft een windvaan met het jaartal 1841, deze is afkomstig van een verdwenen standerdmolen te Nederweert.
De belt waarop de molen zich bevindt is bijna 7 meter hoog, wat een uitzonderlijke hoogte is.